# Дакшинамурти
Дакшинамурти (санскр. दक्षिणामूर्ति IAST: dakṣiṇāmūrti) — аспект Шивы как вселенского гуру, обучающего (в основном в молчаливой форме) всем видам знания — йоге, объяснения к шастрам и т. д. Эту форму почитают как бога мудрости и медитации.

## Этимология
Слово Дакшинамурти является сложносоставным словом (татпуруша) и состоит из двух слов:
1. dakṣiṇā (санскр. दक्षिणा) — «смотрящий на юг»;
2. mūrti (санскр. मूर्ति) — «образ», «форма».

Таким образом, его можно перевести на русский язык как «образ Шивы, который смотрит (обращён лицом) на юг».
Шри Рамана Махарши трактует это имя Шивы как IAST: dakṣiṇa-amūrti — «one who is capable but without form», что можно перевести как «сила (могущество) вне форм».

## История
Согласно пуранической легенде, Брахма мыслью породил четырёх сыновей — Санаку, Сананду, Санатсуджату и Санаткумару — и попросил их заселить различными живыми существами только что сотворённый им мир. Однако они отказались и ушли от Брахмы в поисках мудрости. Придя к Вишну, они увидели, что тот возлежит на змее Шеше, а богиня Лакшми массирует ему ступни. Посчитав, что тот, кто живёт в великолепном дворце и связан с супругой не сможет обучить их, четверо Санаткумаров покинули Вайкунтху и направились к Шиве. Шива встретил их сидящим под деревом, молчаливый, погружённый в созерцание. Они сели перед ним и также погрузились в созерцание и по прошествии какого-то времени достигли просветления.

## Изображения

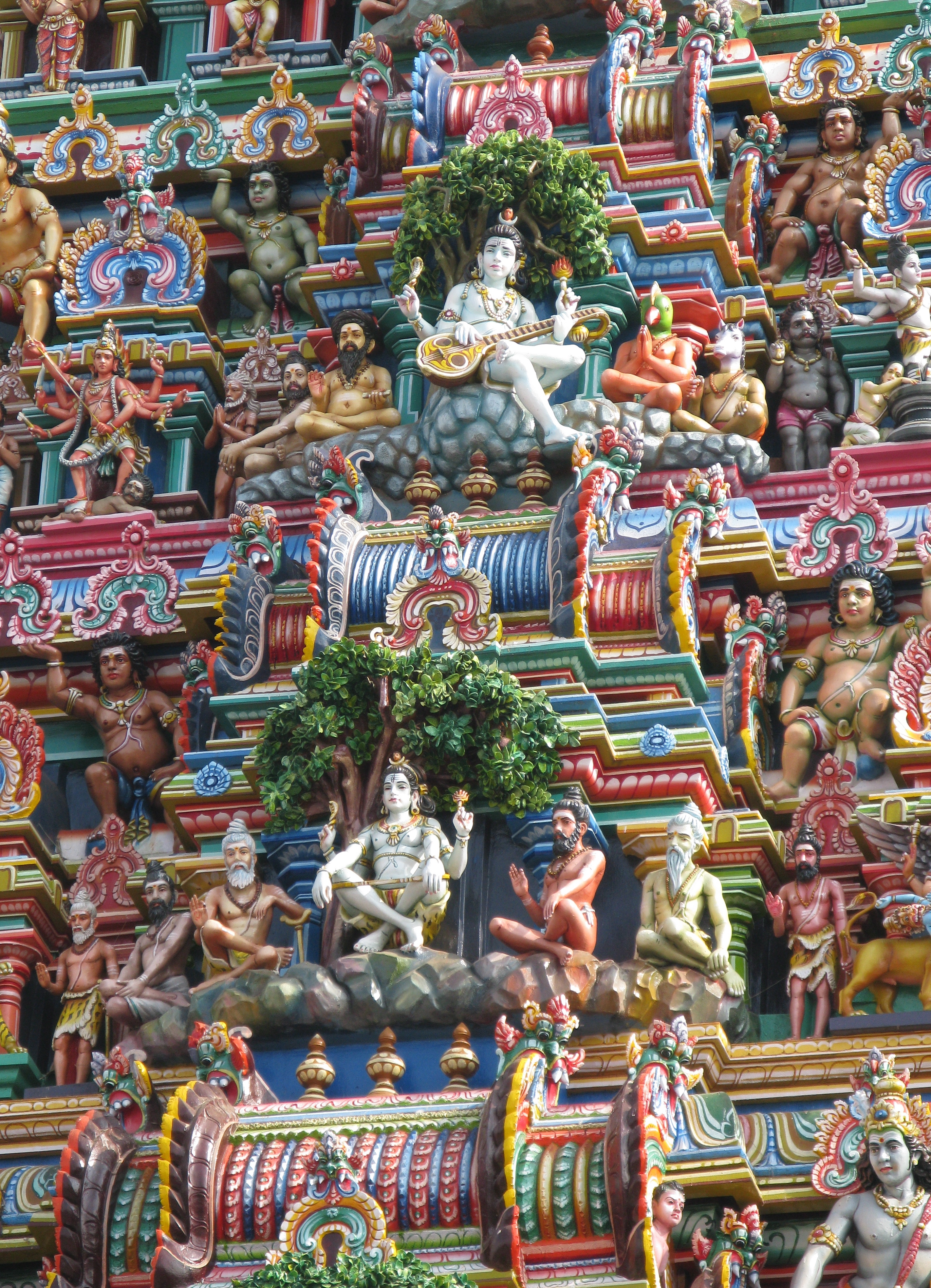
Гопурам храма Капелешвары в Ченнаи украшен двух скульптур Дакшинамурти: один играет на вине, другой в медитативном состоянии.

Хотя почитание Шивы в этом образе в основном распространено в Южной Индии и в традиции Шайва-сиддхантха, в других шиваитских школах этому образу Шивы придаётся немаловажное значение. В каждом шиваитском храме (в основном, в южной его части) есть либо статуи Дакшинамурти, либо фрески с его изображением. Его в основном изображают на южной стороне храма (надвратной скульптурой). Это всегда сидящая статуя (в большинстве случаев четырёхрукая) на подстилке из оленьей или тигровой шкуры, часто под деревом Баньян, в окружении риши или Санаткумаров, шиваганы; иногда его окружают дикие животные. Он сидит либо в падмасане или другой, близкой ей асане; либо сидит на небольшом возвышении: его правая нога покоится на спине асура Апасмары, стопа левой ноги лежит на бедре правой.
Как правило, Шивы-Дакшинамурти изображается четырёхруким. В двух верхних руках он держит огонь, змею или рудракша-малу; нижняя левая держит траву Куша или тексты Вед; нижняя правая чаще всего находится в одной из мудр — Джняна-мудре (Мудре знания) или Абхая-мудре (Мудре защиты и благословления).
Также есть изображения Шивы-Дакшинамурти с виной (музыкальным инструментом) — Винадхара-Дакшинамурти; изображения Шивы-Дакшинамурти восседающего на быке Ришабхе — Ришабхарода-Дакшинамурти и другие.

## Храмы
Хотя изображения Шивы-Дакшинамурти присутствуют в подавляющем большинстве храмов Шивы, существует лишь несколько храмов, в которых Дакшинамурти является главным божеством. Один из них — храм Махакалешвар, в Махакала, Удджайн. Это единственный храм Дакшинамурти среди храмов Джьотирлинги и поэтому он имеет особое значение для шиваитов.

## В ритуале
Существует несколько специализированных Дакшинамурти-пудж, которые проводятся в основном либо в храмах Шивы-Дакшинамурти, либо в храмовых пределах, которые посвящены Ему. Так же существует несколько гимнов, посвящённых Дакшинамурти; самая известная из них — Дакшинамурти-аштака («Восемь хвалебных стров к Дакшинамурти»), написанная Шанкарачарьей.